# Сотников, Владимир Сергеевич
Владимир Сергеевич Сотников (23 ноября 1957) — советский и российский футболист, защитник, нападающий.
В первенстве СССР и России выступал за команды низших лиг «Спартак» Кострома (1979—1982), «Шинник» Ярославль (1983—1989), «Сахалин» Холмск (1990—1992), «Автомобилист» Южно-Сахалинск (1993 — КФК, 1994), «Рыбак» Стародубское (1995 — КФК).
В первой лиге провёл 331 матч, во второй — 74, во второй низшей — 25. Трижды играл в 1/16 финала Кубка СССР.